# Аџића кућа у Краљеву
Аџића кућа у Краљеву, или кућа Михаила Хаџи Алексића, изграђена је почетком 20. века. Заштићена је као споменик културе од 1974. године.

## Положај и изглед
Аџића кућа се налази у улици Цара Душана бр. 39, у непосредној близини зграде Скупштине општине. Кућа представља јединствени пример фолклорне архитектуре из прве половине 19. века и једну од најстаријих кућа у некадашњем Карановцу(стари назив за Краљево). Јеврем Новаковић, познати краљевачки земљопоседник и трговац, изградио је кућу, а потом ју је и продао Михаилу Хаџи-Алексићу 1922. године. Михаило је тада био председник Општине Краљево. 
Кућа је приземна са дрвеним тремом који представља декоративан елемент. Испод трема налази се улаз у подрум. Приземни део је изграђен бондручном конструкцијом са испуном од блата и ћерпича. Сви унутрашњи и спољашњи зидови су омалтерисани блатним малтером, а затим и окречени у бело. 
Таванице су изграђене од шашоваца, а подови су дашчани. Унутрашњост куће је подељена на три собе и ходник. Кровна конструкција је покривена ћерамидом, а садржи и дубоке стрехе. Кућу карактеришу двостуки прозори са декоративно обрађеним топлијама. Прозори обезбеђују довољно светлости у унутрашњости куће. У кућу се може ући помоћу једног од два улаза. Главни улаз је са уличне стране, преко трема, а други улаз је споредни и налази се са дворишне стране куће.
Данас је у згради смештена Издавачка делатност Народне библиотеке „Стефан Првовенчани”. 

## Рестаурација
Рестаурација је извршена 1976. године. Пројекат је направио архитекта Марија Домазет. Том приликом извршено је више радова као што су санација темеља и пода, реконструкција трема, димњака, степеништа подрума, замена столарије, кровне конструкције итд. 